# Radicaal 135
Van de in totaal 214 Kangxi-radicalen heeft radicaal 135 de betekenis tong. Het is een van de negenentwintig radicalen die bestaat uit zes strepen.
In het Kangxi-woordenboek zijn er 31 karakters die dit radicaal gebruiken.
De vroegste variant van dit karakter beeldt een gevorkte tong uit, welke uit een mond steekt. Mettertijd is het karakter abstracter geworden.

## Karakters met het radicaal 135

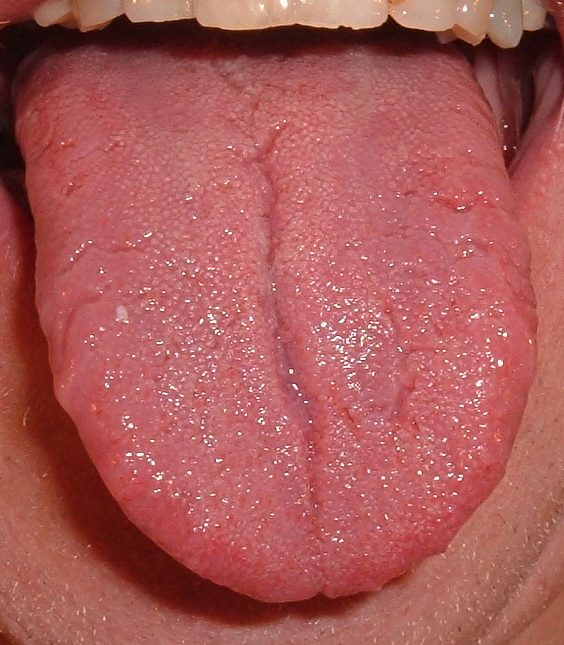
Tong

| Strepen | Karakter |
| ------- | -------- |
| + 0     | 舌       |
| + 2     | 舍 舎 舏 |
| + 4     | 舐       |
| + 5     | 舑       |
| + 6     | 舒       |
| + 8     | 舓 舔 舕 |
| + 9     | 舖 舗    |
| + 10    | 舘       |
| + 12    | 舙       |
| + 13    | 舚       |

Orakelbotkarakter
Groot zegelkarakter
Klein zegelkarakter